# Zorro (serie animata)
Zorro (快傑ゾロ?, Kaiketsu Zoro, lett. "Il talentuoso Zorro"), successivamente rinominato La leggenda di Zorro, è un anime televisivo di cinquantadue episodi realizzato dalla Ashi Productions e co-prodotto dall'italiana Mondo TV, dalla svizzera Royal Pictures Company e dalla giapponese Toho nel 1994, per la regia di Katsumi Minoguchi.
Questo adattamento animato è stato realizzato ispirandosi piuttosto liberamente al personaggio originale di Zorro, il vendicatore dal mantello nero che protegge il popolo dall'esercito d'occupazione e dai banditi, che è uno dei personaggi "classici" dell'infanzia, conosciuto e amato anche dagli adulti.
In Italia, la serie andò in onda nel 1994, mentre in Giappone approdò nel 1996, anche se in tale Paese alcuni episodi furono saltati e in tutto ne furono trasmessi 46. Dalla serie è stato tratto un film di montaggio, disponibile in VHS e DVD e trasmesso sulle emittenti Cartoon Network e Boing con la voce narrante iniziale di Mario Scarabelli.

## Trama
Le avventure di Zorro si svolgono nella California spagnola, nel 1800. Don Diego de la Vega, un diciottenne figlio di proprietari terrieri, torna da un viaggio per studiare in Spagna. Il comandante Raimundo della guarnigione di San Tasco, aiutato dal suo fidato tenente Gabriel, sta opprimendo il popolo con tasse ingiuste, fatte solo per arricchire le sue tasche, all'insaputa del governo dipendente dalla Spagna.
Don Diego appare cambiato, mostrandosi pigro e inetto, il che delude molto la sua fidanzata Lolita Prideaux. Tuttavia, con il suo ritorno, appare Zorro, spadaccino mascherato in groppa ad un cavallo bianco, un abile e onesto tutore dell'ordine che aiuta gli oppressi, lasciando il suo marchio "Z" con la spada e fuggendo prima di poter essere identificato. È in realtà Don Diego, che sta solo fingendo di essere cambiato.
Diego vive con il padre, Don Alejandro de la Vega, un ricco signore, esempio di linearità e correttezza, e con il piccolo Bernardo, suo inseparabile amico, che lo imita e lo accompagna in tutte le sue missioni, vestito come lui: solo lui conosce infatti la vera identità di Zorro. La dolce Lolita, amica e promessa sposa di Don Diego, spesso cade vittima dei nemici che la usano come esca per catturare Zorro, ma l'abilità e il coraggio del giovane spadaccino faranno trionfare sempre la giustizia.

## Doppiaggio
| Personaggio                                  | Doppiatore giapponese | Doppiatore italiano                                                              |
| -------------------------------------------- | --------------------- | -------------------------------------------------------------------------------- |
| Don Diego de la Vega/Zorro                   | Toshihiko Seki        | Claudio Moneta Donatella Fanfani (da bambino)                                    |
| Bernardo/Little Zorro                        | Rica Matsumoto        | Veronica Pivetti                                                                 |
| Lolita Prideaux                              | Maria Kawamura        | Gaia De Laurentiis                                                               |
| Raimundo (Raymond nel doppiaggio giapponese) | Jūrōta Kosugi         | Cesare Rasini                                                                    |
| Gabriel                                      | Ken'yū Horiuchi       | Stefano Albertini                                                                |
| Garçia (Gonzales nel doppiaggio giapponese)  | Kōzō Shioya           | Tony Fuochi                                                                      |
| Don Alejandro de la Vega                     | Ikuya Sawaki          | Enrico Bertorelli                                                                |
| Don Carlos Prideaux                          | Shōzō Iizuka          | Maurizio Scattorin                                                               |
| Catarina Prideaux                            | Kumiko Takizawa       | Patrizia Scianca                                                                 |
| Maria                                        | Atsuko Mine           | Elisabetta Cesone                                                                |
| Arianna (Nikita nel doppiaggio giapponese)   | Ikue Ōtani            | ? (ep. 13) Federica Valenti (ep. 20) Donatella Fanfani (ep. 28, 38, 41, 47 e 52) |
| Governatore generale                         | Osamu Saka            | Maurizio Trombini                                                                |
| Jekyll                                       | Shigezō Sasaoka       | Mario Scarabelli Mario Zucca (ep. 36 e 39)                                       |
| Figaro                                       | Kōji Kurose           |                                                                                  |

Il doppiaggio italiano è stato eseguito dalla Deneb Film di Milano, con la traduzione di Luisella Sgammeglia, Marina Spagnuolo e Cristina Scalabrini, l'adattamento dei dialoghi di Cristina Robustelli e la direzione del doppiaggio di Paolo Torrisi.

## Sigle
La sigla italiana per la trasmissione televisiva è Zorro, scritta da Alessandra Valeri Manera, composta da Carmelo Carucci, e interpretata da Cristina D'Avena. Per la pubblicazione su Internet sono state usate le versioni strumentali delle sigle giapponesi; particolare è stato il caso dell'episodio 33 e del film di montaggio dove la sigla iniziale presentava anche gli effetti sonori della versione originale oltre al brano strumentale.
La sigla iniziale giapponese è ZORRO e la sigla finale giapponese è Chikai (誓い? lett, "Giuramento"). Entrambe sono interpretate da Masaaki Endoh, mentre i testi sono di Satomi Arimori e la musica e l'arrangiamento di Hiromoto Tobisawa. Sono usate per tutti i 46 episodi trasmessi in Giappone.

## Edizioni home video

### Italia
Parte dell'anime è stata distribuita a metà anni '90 dalla Pentavideo nella collana Bim Bum Bam Video, in alcune videocassette contenenti due episodi l'una. La Mondo TV ha in seguito pubblicato il film di montaggio della serie sia in VHS che in DVD.